# Alexandre Albuquerque
Alexandre Albuquerque (São Paulo, 14 de novembro de 1880 - São Paulo, 1940) foi um engenheiro e arquiteto paulistano.

## Biografia

### Carreira na Engenharia e Arquitetura
Formado pela Escola Politécnica de São Paulo, foi o fundador do Grêmio Politécnico, vanguarda do movimento estudantil brasileiro. Recém formado, trabalhou no escritório do arquiteto Ramos de Azevedo até abrir a sua própria empresa.
Foi ainda um dos membros fundadores e presidente do Instituto de Engenharia e fundador da Associação dos Engenheiros Politécnicos.
Participou da fundação da Escola de Belas Artes de São Paulo, na qual foi docente, tendo tido participação fundamental para a criação do Salão Paulista de Belas Artes.
Tornou-se o primeiro ex-aluno da Politécnica a dar aula na instituição. Foi diretor da Escola Politécnica entre 1937 e 1938.

### Carreira política
Atuou na política, participando da Revolução Constitucionalista de 1932 na condição de tenente-coronel, fornecendo apoio logístico para a produção de material bélico. Foi duas vezes vereador em São Paulo.
Foi um dos principais propugnadores em prol da regulamentação da profissão de engenheiro, tendo sido um dos primeiros à se inscrever no CREA.

## Obras notáveis
Entre projetos de sua autoria como engenheiro e arquiteto, estão:
- Capela e o Convento de Santa Thereza (local em que hoje funciona a Pontifícia Universidade Católica);
- Convento da Divina Providência;
- Paróquia São João Maria Vianney, no bairro de Vila Romana[3];
- Catedral da Sé, à qual acompanhou a construção (juntamente com Maximiano Hehl e o Dr. George E. Krug) de 1919 até a sua morte em 1940.